# 章南舍
章南舍，中国共产党党员，具有限资料所知为共产党新闻宣传工作元老，第二次国共内战时期的新闻工作骨干。

## 历任
- 1947年       山东莒南县 大柳沟 华东新闻干部学校 大队长
- 1948年7月 淮南区党委的机关报《淮南日报》社长 党报委员会委员
- 1949年左右 合肥 新华社皖北分社 社长
- 1957年左右 北京 中国人民大学新闻系党总支书
- 1974年左右 北京市出版办公室 共产党领导小组 组长